# Gao (Burkina Faso)
Pour les articles homonymes, voir Gao.
Gao est une commune et le chef-lieu du département de Gao de la province du Ziro dans la région du Centre-Ouest au Burkina Faso.

## Géographie
La commune est traversée par la route nationale 13.

## Éducation et santé
Gao accueille un centre de santé et de promotion sociale (CSPS).